# La Fille du Père Noël
Pour l’article homonyme, voir La Fille du Père Noël (téléfilm).
La Fille du Père Noël est une chanson de Jacques Dutronc parue en 1966. Cette même année, elle atteint la première place des classements belges. Elle sera ensuite reprise ou adaptée par divers groupes ou artistes, dont en 2020 Clara Luciani.

## Production
La Fille du Père Noël parait en 1966, d'abord dans le deuxième EP de Jacques Dutronc, Les Play-Boys, puis en juin de la même année dans son premier album studio, intitulé Jacques Dutronc. 
Le site de la Radio-télévision belge de la Communauté française (RTBF) la décrit comme une « chanson de Noël pour adultes » : les paroles écrites par Jacques Lanzmann, marquées par le contexte de la libération sexuelle des années 1960, offrent un mélange d'allusions sacrées et érotiques, voire sado-masochistes, où l'imagerie sexiste de la femme-objet se combine cependant avec le respect du consentement sexuel.

## Classements
Toujours en 1966, la chanson atteint la première place des hit-parades belges (WA) et reste dans le classement pendant 22 semaines.

## Reprises et adaptations
La chanson a fait l'objet de plusieurs reprises et adaptations, dont l'une des premières est l'hommage rendu en 1977 par le groupe Bijou,. En 1999, Arno crée en duo avec BJ Scott la chanson Jean Baltazaarrr,, qui est une reprise alternant La Fille du Père Noël, principalement chantée par lui, et The Jean Genie de David Bowie, chantée par elle, leur enchainement profitant de la similitude des arrangements. Cette ressemblance entre les deux chansons a d'ailleurs pu être tenue pour signe d'une possible influence de la première sur la composition de la seconde. 
En 2006, le groupe Bikini Machine donne de la chanson une version électro-trash,. En 2020, les genres permutent dans la reprise de Clara Luciani,,,. D'autres artistes comme Gérard Blanc (1998), Malorie (1999), Julien Clerc, Marc Lavoine et Lââm pour Les Enfoirés (2000), ou encore Doumé Castagnet (2006) ou Route 66 (2012), l'ont aussi interprétée ; une adaptation en occitan, titrée L'Òme de Tautavel, en a été faite en 2006 par Christian Almerge.
Le titre du film De battre mon cœur s'est arrêté, de Jacques Audiard, est une citation du début de la deuxième strophe de la chanson,.

## Musiciens
- Jacques Dutronc - voix, arrangements, percussions, guitares rythmique et solo, composition[8]
- Michel Pelay - batterie
- Jacques Pasut - guitare rythmique
- Jean-Pierre Alarcen  - guitare solo
- Hadi Kalafate - guitare basse
- Alain Le Govic - orgue, piano
- Hadi Kalafate - percussions
- Jacques Lanzmann - paroles